# Dawn (Star Trek)
Dawn is de dertiende aflevering van het tweede seizoen van de Amerikaanse sciencefictiontelevisieserie Star Trek: Enterprise. Het is de 37e aflevering van de serie, voor het eerst uitgezonden in 2003.

## Verhaal
Terwijl Trip Tucker in een shuttle zit, wordt hij aangevallen door een ander schip. De shuttle van Trip stort gehavend neer op een maan in de buurt.  Daar wordt Trip onder vuur genomen door zijn tegenstander die blijkbaar ook terecht is gekomen op de maan.
Op de USS Enterprise (NX-01) wordt een zoekactie opgezet, wanneer blijkt dat het schip dat Tucker eerder had aangevallen ook een moederschip heeft, dat op zoek is naar zijn vermiste piloot. Ondanks dat de bemanning van de twee schepen zich eerst vijandig opstellen, kunnen zij uiteindelijk een gezamenlijke zoekactie opstellen.
Ondertussen zijn Trip en de andere piloot ervan overtuigd dat ze elkaars vijand zijn. Als ze elkaars locaties hebben gevonden, beginnen ze te vechten. Als ze echter te uitgeput zijn om nog verder te gaan, komen ze, net als hun collega's, nader tot elkaar. Uiteindelijk krijgen ze het zelfs voor elkaar een noodsignaal uit te zenden. Dit is snel nodig, omdat de bewuste maan overdag tot dodelijke temperaturen opwarmt. De Enterprise vindt de twee uiteindelijk net op tijd. Hierna gaan de twee schepen ieder weer hun eigen weg.

## Acteurs

### Hoofdrollen
- Scott Bakula als kapitein Jonathan Archer
- John Billingsley als dokter Phlox
- Jolene Blalock als overste T'Pol
- Dominic Keating als luitenant Malcolm Reed
- Anthony Montgomery als vaandrig Travis Mayweather
- Linda Park als vaandrig Hoshi Sato
- Connor Trinneer als overste Charles "Trip" Tucker III

### Gastrollen
- Brad Greenquist als Khata'n Zshaar
- Gregg Henry als Zho'Kaan

### Bijrollen

#### Bijrollen met vermelding in de aftiteling
Er zijn in deze aflevering geen bijrollen met een vermelding in de aftiteling.

#### Bijrollen zonder vermelding in de aftiteling
- Evan English als vaandrig Tanner
- Aldric Horton als bemanningslid van de Enterprise
- Mark Watson als bemanningslid van de Enterprise

### stuntdubbel
- Shawn Crowder als stuntdubbel voor Connor Trinneer